# Carl Andreas Naumann

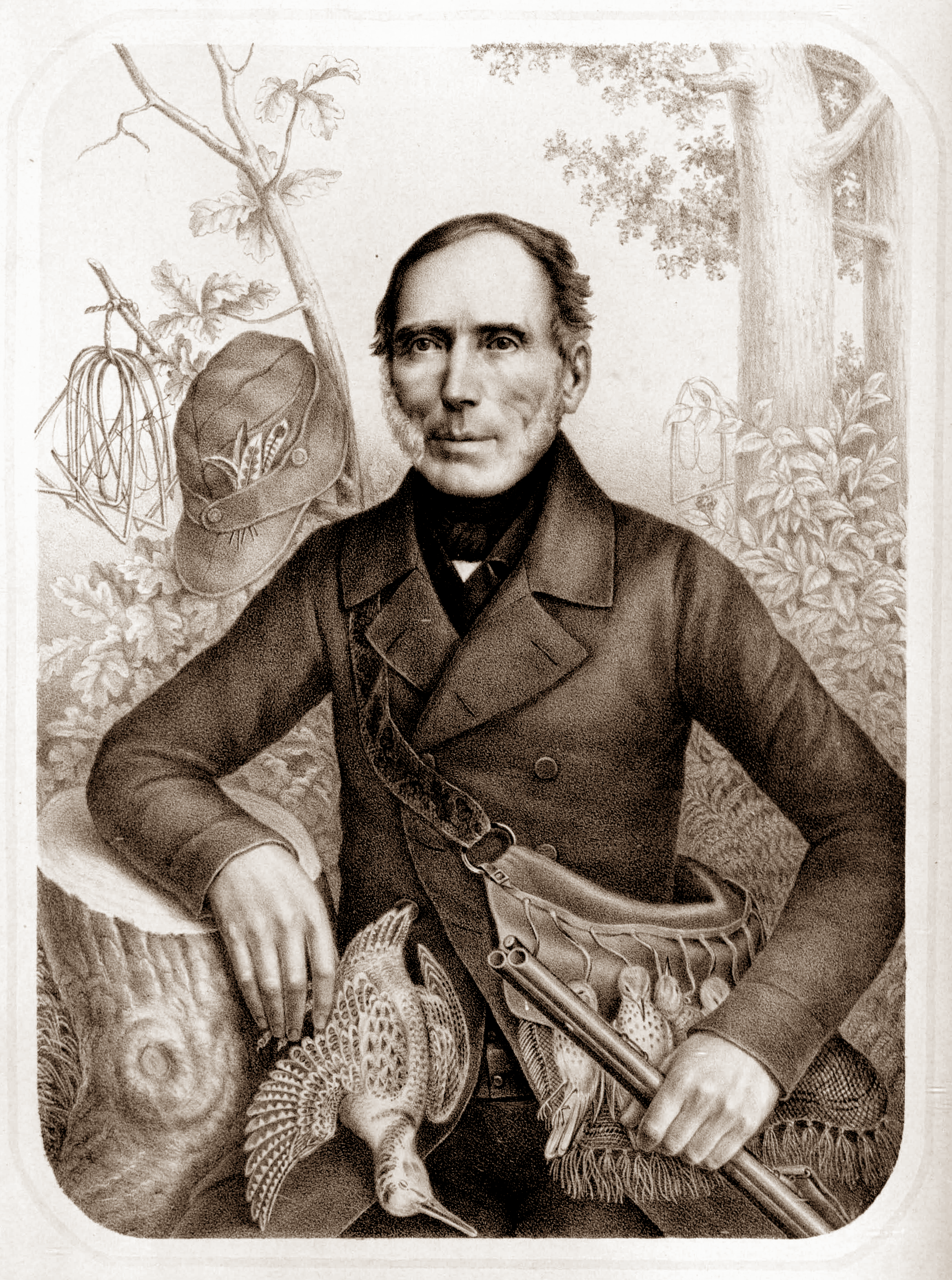
Carl Andreas Naumann

Carl Andreas Naumann (* 14. November 1786 in Ziebigk bei Köthen; † 12. März 1854 ebenda) war ein bedeutender deutscher Ornithologe und Bruder von Johann Friedrich Naumann.

## Leben
Von 1802 bis 1803 absolvierte Carl Andreas eine praktische Forstlehre in der Nedlitz bei Zerbst. Ab 1807 war er Leibjäger des Herzogs August Christian Friedrich von Anhalt-Köthen und übernahm 1811 die Försterei in Klein-Zerbst.
Sein berühmter Bruder Johann Friedrich Naumann nannte ihn seinen "Leibjäger" und verdankte ihm die meisten seiner Vogelexemplare.